# Jan Evstrat Vithkuqari
Jan Evstrat Vithkuqari (ur. ok. 1755 w Vithkuqu, zm. 1822) - albański tłumacz i naukowiec.

## Życiorys
Ukończył studia na Greckiej Akademii w Moskopolu, gdzie potem pracował jako nauczyciel. Był nauczycielem również w Arcie, Përmecie i Janinie.
Znał języki albański, grecki i angielski; był autorem podręcznika do gramatyki języka albańskiego oraz liczącego ponad 2000 słów słownika albańsko-angielsko-greckiego, który był zawarty w publikacji Researches in Greece Williama Martina Leake'a z 1814 roku.